# Perils of the Sea
Perils of the Sea è un cortometraggio muto del 1913 diretto da George Melford e Sidney Olcott. Distribuito dalla General Film Company, il film era interpretato da Carlyle Blackwell e da Billie Rhodes.

## Produzione
Il film fu prodotto dalla Kalem Company.

## Distribuzione
Distribuito dalla General Film Company, il film - un cortometraggio in due bobine - uscì nelle sale statunitensi il 15 novembre 1913.